# مدال افتخار: حمله متفقین
مدال افتخار: حمله متفقین (به انگلیسی: Medal of Honor: Allied Assault) یک بازی ویدئویی در سبک تیراندازی اول شخص است که توسط ۲۰۱۵ اینس توسعه داده شد. همچنین توسط الکترونیک آرتس و در سال ۲۰۰۲ و در پلت‌فرم مایکروسافت ویندوز منتشر شده‌است.
این سومین بازی در مجوعه مدال افتخار است و اولین و تنها نسخه در سری است که بسته الحاقی دارد. این بازی از موتور اید تک ۳ استفاده می‌کند.

## بازخوردها
| گردآورنده  | امتیاز |
| ---------- | ------ |
| گیم‌رنکینگز | ۹۱/۱۰۰ |
| متاکریتیک  | ۹۱/۱۰۰ |

| ناشر                 | امتیاز |
| -------------------- | ------ |
| کامپیوتر گیمینگ ورلد | [ ۳ ]  |
| گیم رولیشن           | [ ۴ ]  |
| گیم‌اسپات             | ۹/۱۰   |
| گیم‌اسپای             | [ ۶ ]  |
| آی‌جی‌ان               | ۹.۳/۱۰ |

| ناشر      | جایزه                                   |
| --------- | --------------------------------------- |
| متاکریتیک | رتبه ۴ بهترین بازی رایانه ای ۲۰۰۲       |
| متاکریتیک | رتبه ۷ پربحث‌برانگیزترین بازی ۲۰۰۲       |
| متاکریتیک | رتبه ۵۱ بهترین بازی رایانه‌ای تمام تاریخ |